# 藤岡武雄
藤岡武雄（日语：／ Fujioka Takeo，1891年3月3日—1945年6月22日），日本陸軍軍人。最終軍階為陸軍中將。

## 生平
東京府出身。1909年（明治42年），陸軍士官學校入校，1911年（明治44年）5月，同校（23期）畢業。同年12月，任官陸軍步兵少尉。
1938年（昭和13年）3月，昇進步兵大佐。同年7月，就任步兵第7連隊長，參加中日戰爭。參加武汉会战。1941年（昭和16年）3月，改任為金澤連隊區司令官。同年8月，進級陸軍少將，此後迎來了太平洋戰爭。
1942年（昭和17年）3月，轉任台灣軍兵務部長。1944年（昭和19年）2月，擔任北中國方面軍隷下獨立混成第9旅團長的命令下達，同時擔任河北省冀東警備任務。1945年（昭和20年）3月，進升陸軍中將，擔任第62師團長，赴沖繩縣就任。他參加了沖繩島戰役，之後繼續參加嘉數戰役等激烈戰鬥。1945年6月，他撤退到摩文仁，並在那裏自殺。